# 蒙特利爾交通局
蒙特利爾交通局（法語：Société de transport de Montréal），又译作蒙特利尔交通协会，蒙特利尔公交公司，或蒙特利尔交通署，簡稱，為加拿大魁北克省大蒙特利爾地區的公共交通機構，提供該地區的巴士及地鐵（蒙特利爾地鐵）服務。2011年的巴士和地铁入闸人数达到了404,800,000人，为150年来的最高纪录。

## 歷史
現時的機構名稱 法語：）由2002年開始使用，當時蒙特利爾島上各城市的領土被合併至蒙特利爾市政府管轄。2002年前，交通局稱為蒙特利爾市區交通局（法語：Société de transport de la communauté urbaine de Montréal），簡稱 。如今的蒙特利爾交通局的責任是為提供蒙特利爾島(Île de Montréal)，圣海伦岛(Île Sainte-Hélène)，修女岛(Île des soeurs)及比沙特島（法語：Île-Bizard）上的公共交通服務。

### 前身
從前於蒙特利爾地區提供公共交通的機構如下：

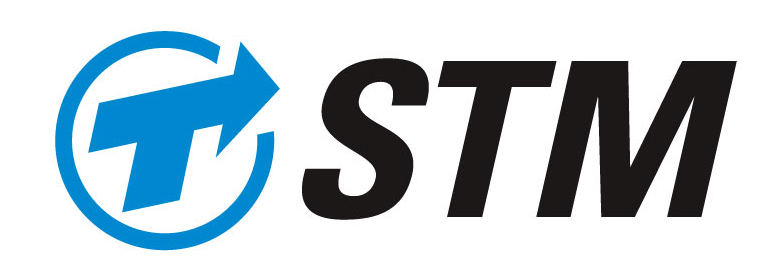
交通局沿用了将近一个世纪的旧标志

- 蒙特利爾城市客運鐵路（Montreal City Passenger Railway Company (MSR)）：1861–1886
- 蒙特利爾島環狀鐵路（Montreal Island Beltline Railway (MTR)）：1893–1899
- 蒙特利爾總站鐵路（Montreal Terminal Railway）：1899–1911
- 蒙特利爾公共服務公司（Montreal Public Service Corporation (STP)）：1910–1911
- 蒙特利爾公園及島嶼鐵路（Montreal Park and Island Railway）：1894–1901
- 蒙特利爾近郊鐵路及電]（Montreal Suburban Tramway and Power）：1904–1910
- 蒙特利爾電車公司（Commission de tramway Montreal）：1918
- 蒙特利爾街車鐵路公司（Montreal Street Railway Company (MTR and MPIR)）：1886–1911
- 蒙特利爾電車公司（Montreal Tramways Company (MTC)）：1911–1950
- 蒙特利爾交通機構（La Commission de transport de Montréal (CTM)）：1950–1970
- 蒙特利爾市區交通機構（Commission de transport de la communauté urbaine de Montréal）：1970–1985
- 蒙特利爾市區交通局（Société de transport de la communauté urbaine de Montréal）：1985–2002

## 服務

### 巴士
蒙特利爾交通局現時擁有超過 1,600 輛巴士，超过197条日间服务线路和23条夜间线路为每天1,403,700乘客服务。由2012年一月起，蒙特利尔交通局将巴士分为几个分类（详见英文维基的巴士线路表 （页面存档备份，存于）），普通路线（平时服务的路线），10分钟MAX路线（繁忙时间不需要时刻表，10分钟或更短时间就有一班车的路线），快速路线（使用高速公路或巴士专用道的路线）夜间路线和穿梭路线（机场快线等）。除此之外还有火车接驳巴士，地铁接驳巴士，长者服务专线。蒙特利尔市政府，拉华尔市政府和交通局正计划于2013年开通PIE-IX大道连接拉华尔的BRT快速巴士系统。截止2011年，一共有1969辆巴士行驶，包括202辆铰接巴士，8辆混合动力巴士和16辆小巴（增加中），213条日间巴士线和23条夜间巴士线，136公里的巴士专用道将于五年内增加到500公里。

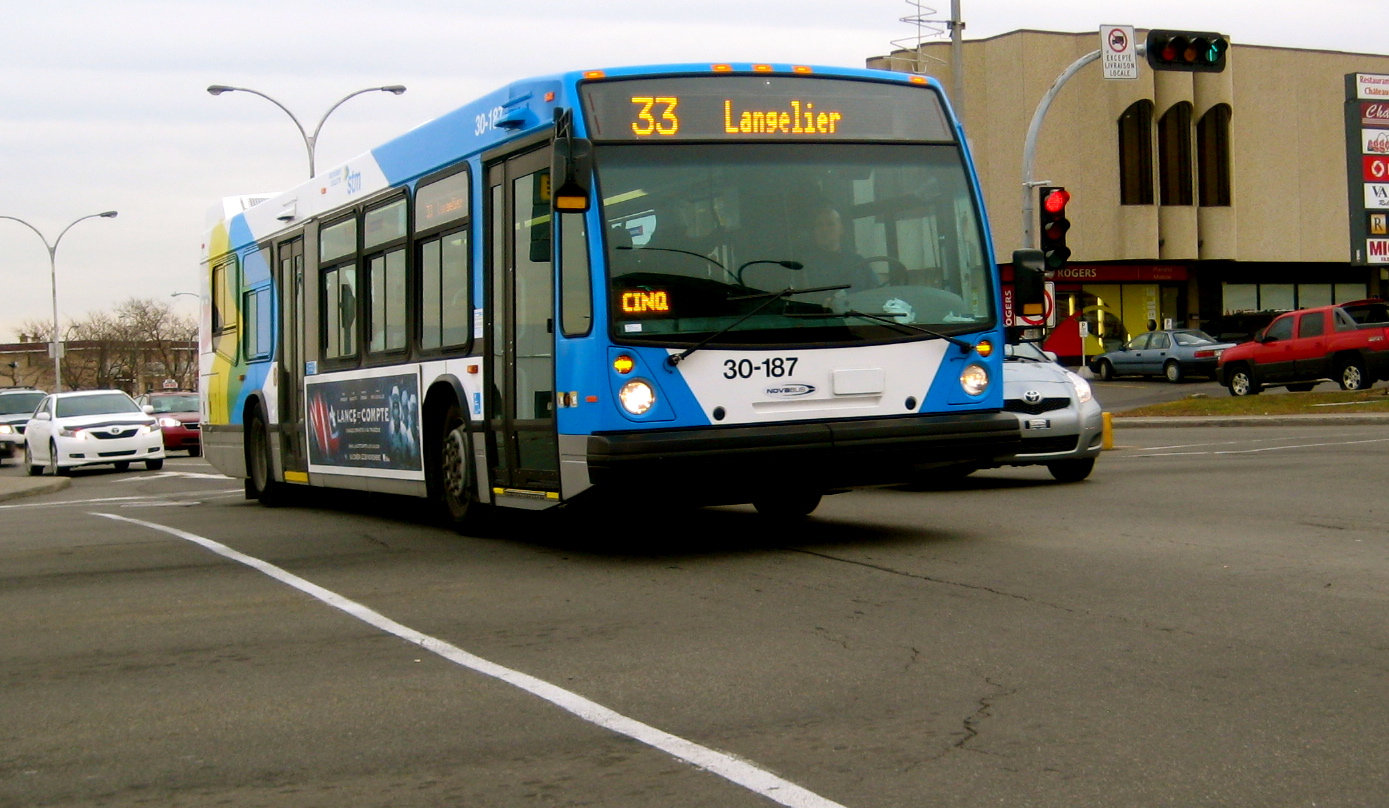
30-187

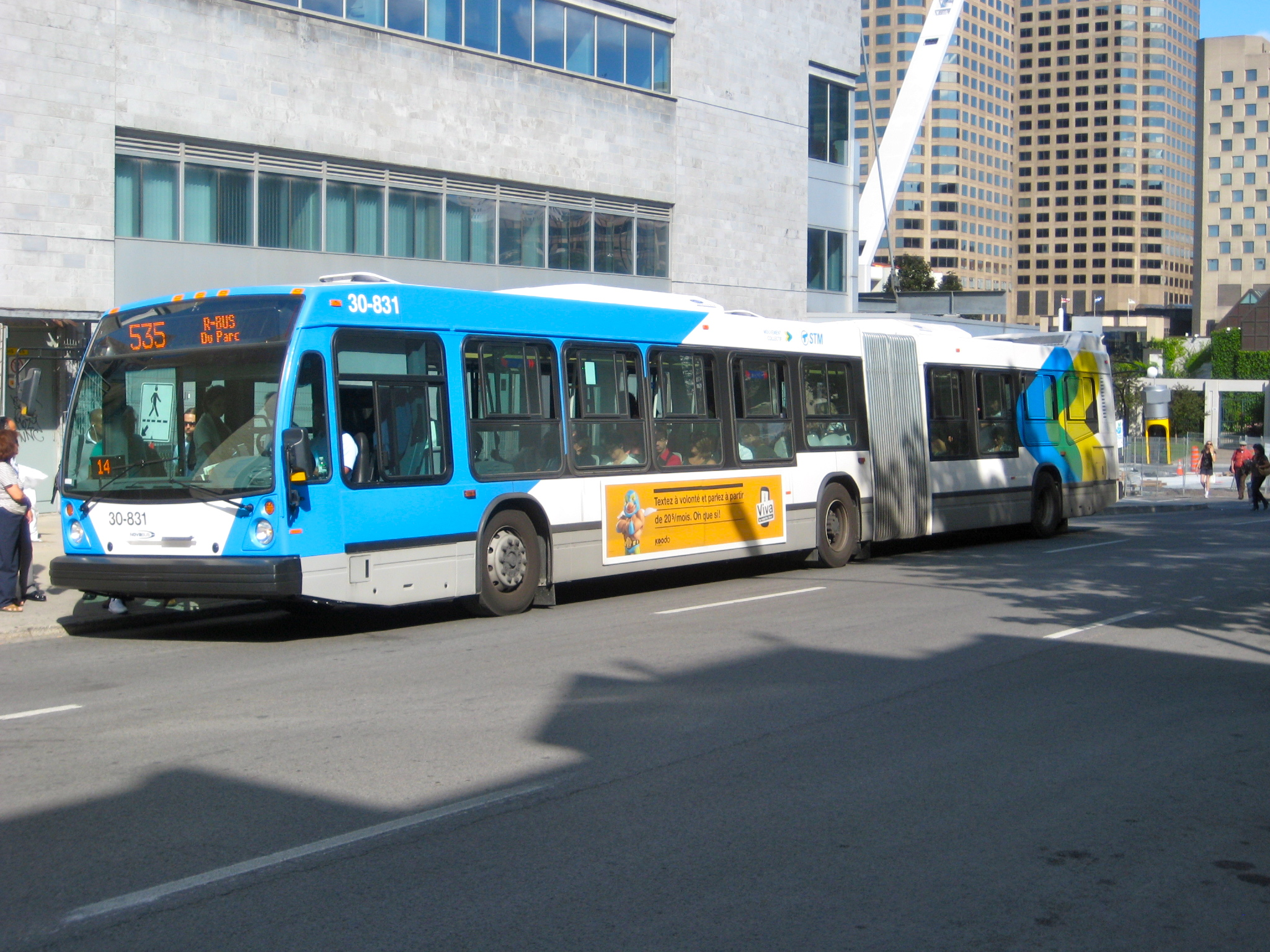
535（现435）一架铰接巴士在巴士专用道路上

#### 747皮埃尔特鲁多机场/市中心
这是一条从2009年开始运营的全天二十四小时的巴士，由蒙特利尔皮埃尔·埃利奥特·特鲁多国际机场至市中心的长途客运车站。路线命名为Aéroport P.E.-Trudeau/Centre-Ville（2012年1月之前为Express bus)。所有行驶于该线的8部巴士都有行李架。票价为11元加币，不接受纸币，使用后仍可当一日票使用。同时也接受3日票，ARTM票和OPUS卡。

#### 715老港/老蒙特利尔
这是一条行驶于老港和老蒙特利尔的观光路线，以环线行走。

### 残疾人士
截止2012年四月，全蒙特利尔仅剩下1台没有轮椅设备的高地台巴士，其余的巴士都有残疾人设施。除此之外，蒙特利尔地铁在利安納·格魯站，巴里－魁大蒙校站，禾度嶺站，博訥站，昂利·布哈沙站和位于拉瓦勒三个车站设有轮椅使用者的升降机。由于蒙特利尔地铁设有升降机的车站较少，交通局提供轮椅者专用的士服务，需要拨打514-820-8211电话以召唤。

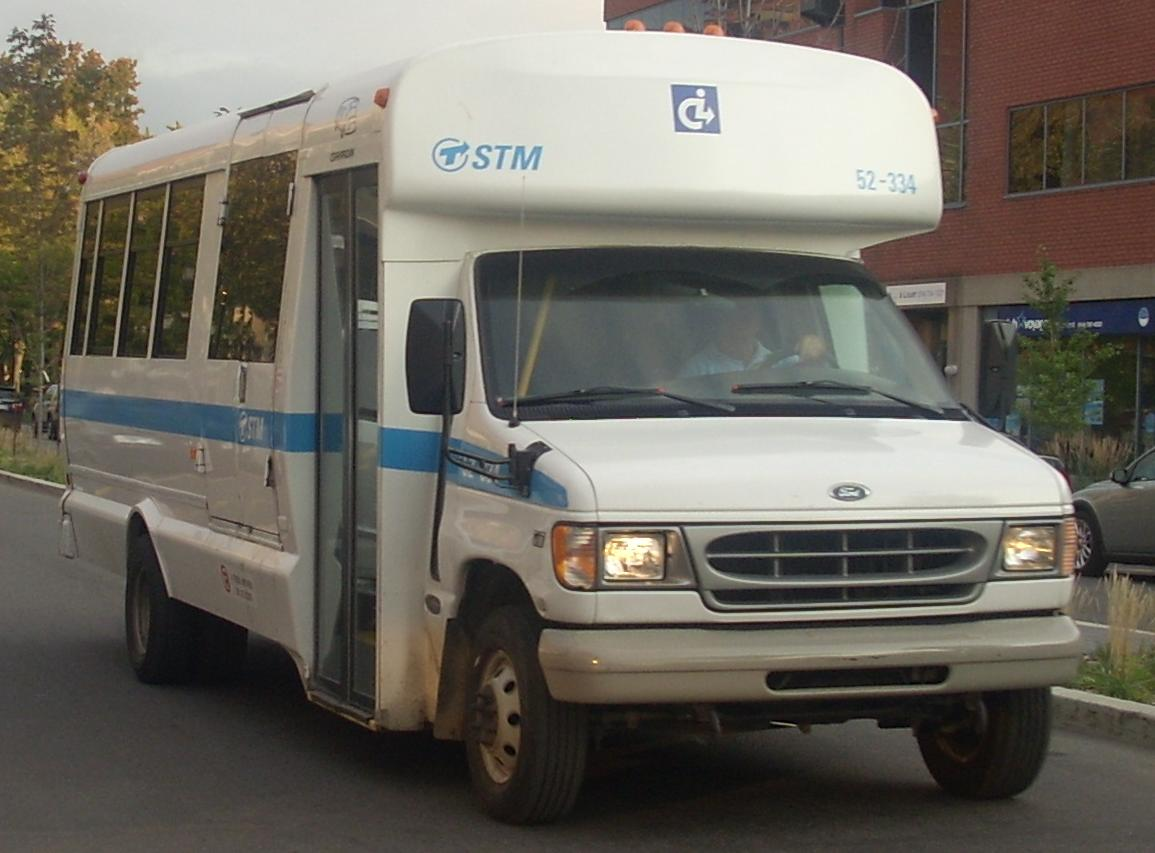
轮椅的士

### 乘客安全
交通局有自己的巡检员（STM Inspecteur）以维持地铁和巴士的治安，同时又兼顾了稽票员的任务。巡检员有执法和逮捕的权利。
蒙特利尔市警察服务（SPVM）亦为地铁系统提供警力支持。

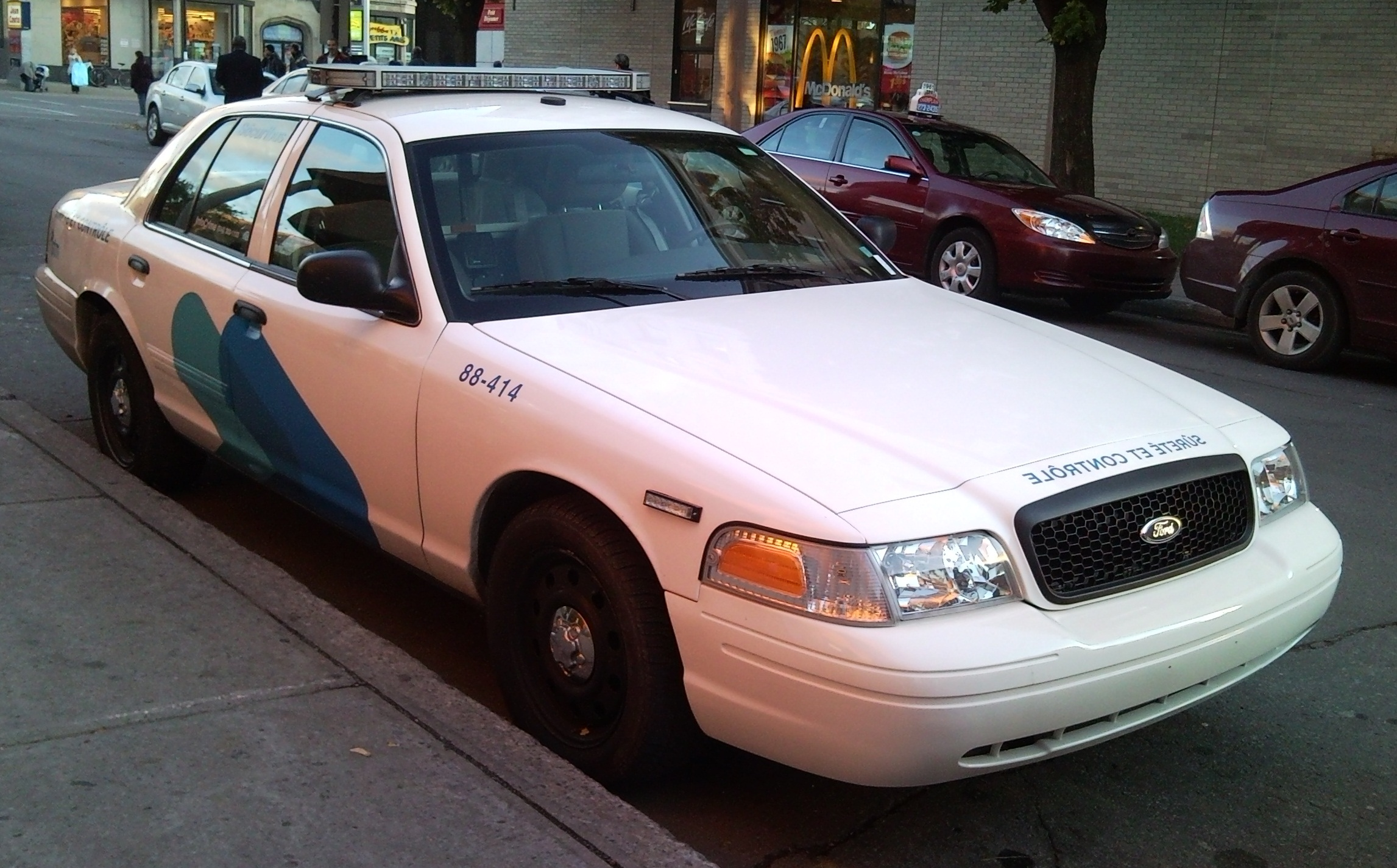
STM巡检员的巡逻车

### 其他
交通局总希望为乘客提供更好的服务，以至于APTP将蒙特利尔交通局评为北美最好的交通局。近年来，交通局不断提升服务质素，地铁站内提供免费报纸，在公交车和巴士候车亭内安装iBus系统，在app和安卓上提供应用程序以查询巴士时刻表等等。蒙特利尔的地铁和巴士都是允许和欢迎单车进入的。

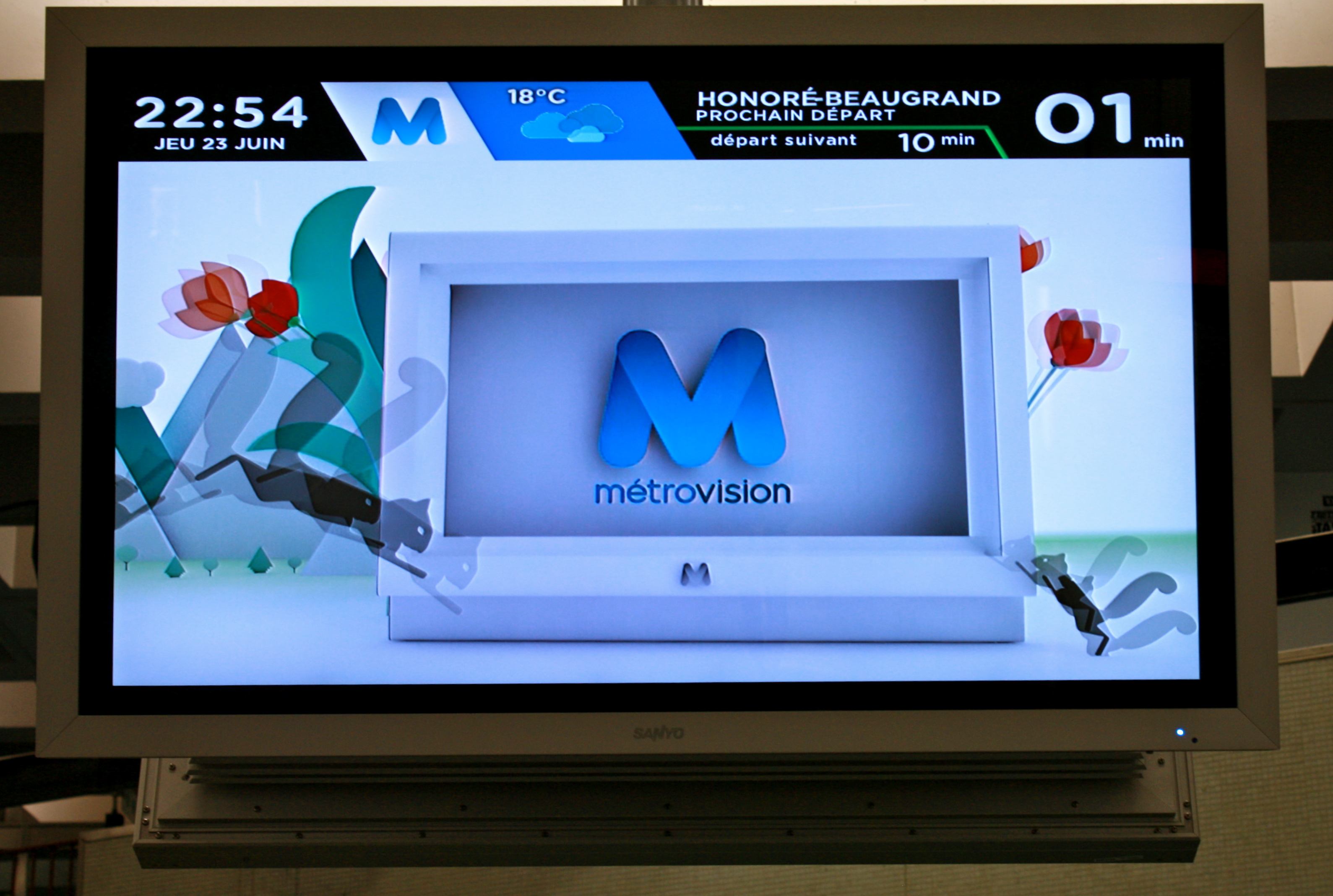
在地铁站的电视屏幕为乘客提供下一班车等候时间和加拿大法語頻道的新闻资讯

## 地鐵

地鐵路綫圖

蒙特利爾地鐵於1966年通車，以配合加拿大100周年國慶及1967年世界博覽會的舉行，為國內第2個城市軌道交通（地鐵）系統。地鐵系統採用了於世界各地均極為罕見的胶轮轨道系统列車運行，為世界上首個完全由橡胶轮胎列車運行的網絡。截止2012年，一共有71公里，68个车站和759辆车行驶。
地鐵現時共有4條行車綫：1號線、2號線、4號線、5號線

## 环保

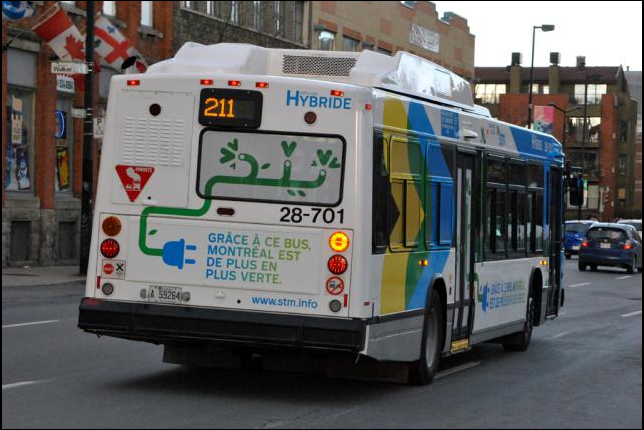
一架生物柴油混合动力巴士

蒙特利尔交通局也积极为环保做贡献。在2011年的成立150周年宣传口号上，也是“150年来永远都是绿色的”。近年来，交通局不断引进新技术：翻新轮胎，生物柴油巴士，更换省电的扶手电梯，更于2008年引进8台以生物柴油和电驱动的混合动力巴士（编号为28-701至28-708），实际上早在1994年，蒙特利尔就引进了以氢燃料做助力的巴士（编号14-900），但只服役了很短一段时间。从2007年开始，交通局也着手改造现有巴士至生物柴油巴士。所有洗车所制造出来的污水会被重复使用。

## 票价
普通票为3.5元加币，折扣票另行收费。地铁站和服务中心有售1天票，3天票。本地居民多用OPUS智能卡，OPUS智能卡是魁北克省通用的的交通卡（可在拉瓦，加蒂诺，魁北克城等省内公交系统上使用）。但是与加拿大其他省份的交通卡不同，OPUS不能直接充值余额，只能填充具体数量的车票或不限次的周票，月票和季票等。